# Anthime Hemery
Pour les articles homonymes, voir Hémery.
Pas d'image ? Cliquez ici

a Compétitions nationales et continentales officielles uniquement.

Dernière mise à jour le 1 août 2025.
Anthime Hemery, né le 9 janvier 2001 à Sainte-Catherine (Pas-de-Calais), est un joueur français de rugby à XV. Il évolue principalement aux postes de troisième ligne centre ou de troisième ligne aile à l'ASM Clermont Auvergne en Top 14.

## Biographie

### Jeunesse et formation
Anthime Hemery naît le 9 janvier 2001 à Sainte-Catherine dans le Pas-de-Calais,. En 2006, il commence le rugby à XV au sein de l'Ovale du Gy basé à Duisans,. À partir de ses douze ans, il commence à jouer à Arras, tout en gardant sa licence avec son premier club, jusqu'à ses quinze ans. En 2016, il intègre les équipes de jeunes du Racing 92 puis son centre de formation,,, ainsi que le CREPS de Brétigny-sur-Orge pendant un an puis le Pôle espoirs du lycée Lakanal à Sceaux.

### Début de carrière professionnelle au Racing 92 (2021-2024)
Alors qu'il joue en espoirs au début de la saison 2021-2022, il prend part à son premier match de Top 14 pour le compte de la cinquième journée contre l'ASM Clermont en tant que remplaçant. Trois journées plus tard, contre le Montpellier HR il est titularisé pour la première fois, au poste de troisième ligne aile, à la suite de plusieurs blessures dans l'effectif du Racing 92,,. Lors de la onzième journée, il inscrit son premier essai en professionnel face au CA Brive à la toute fin du match, permettant à son équipe d'accrocher le bonus défensif lors de leur défaite 12 à 10. Début janvier 2022, il se montre de nouveau décisif, face à l'ASM Clermont il inscrit un nouvel essai permettant à son équipe de remonter au score et de finir par s'imposer par la suite après avoir été mené durant une grande partie de la rencontre. Une semaine plus tard, il fait ses débuts en Coupe d'Europe face aux Ospreys, étant titularisé en troisième ligne centre. Pendant cette deuxième partie de saison, il s'impose comme un titulaire à ce poste. Au total, il prend part à dix-sept rencontres, dix en tant que titulaire, pour deux essais inscrits avec le Racing 92.
Au mois de juin 2022, il est sélectionné par les Barbarians français pour disputer une rencontre face aux États-Unis à Houston. Remplaçant pour cette rencontre, il entre à la place de Jimi Maximin pendant le match mais il subit une défaite 26 à 21 avec ses coéquipiers.
Lors de la saison 2022-2023, début novembre il a notamment disputé six des dix premières journées de Top 14 en étant titulaire à cinq reprises en troisième ligne centre. Lors de la suite de la saison, il joue moins souvent mais il retrouve une place de titulaire en fin de saison en jouant trois rencontres au poste de deuxième ligne cette fois-ci. Au total durant la saison, il dispute dix-sept rencontres, dix en tant que titulaire, et inscrit un essai.
Lors de la première partie de saison 2023-2024, à la suite de l'arrivée de Stuart Lancaster et de la forte concurrence à son poste avec l'arrivée de Siya Kolisi et le retour de prêt de Jordan Joseph, il est très peu utilisé et à la fin décembre il ne compte seulement que trois apparitions, toutes en tant que remplaçant,. Étant en fin de contrat à l'issue de la saison, toujours au mois de décembre, il est alors annoncé qu'il s'est engagé pour le club de l'ASM Clermont à partir de l'exercice suivant. Finalement, n'étant toujours que peu utilisé par le club francilien, seulement huit matchs dont aucun comme titulaire, il fait son départ du club au mois d'avril 2024.

### Rebond à l'ASM Clermont Auvergne (depuis 2024)
Dès ce mois-ci, il rejoint donc de manière anticipée son futur club de l'ASM Clermont en tant que joker médical de Pierre Fouyssac pour la fin de saison,,. Lors de la vingt-et-unième journée de Top 14, il fait ses débuts en tant que titulaire, alors qu'il est initialement prévu sur le banc, en profitant du forfait tardif d'Alexandre Fischer. Durant ce match, ses débuts sont difficiles, il est sanctionné à trois reprises et son équipe s'incline 41 à 7 sur le terrain de l'Union Bordeaux Bègles. Par la suite, il joue les quatre dernières rencontres de la saison de Top 14 et inscrit notamment son premier essai sous ses nouvelles couleurs lors du dernier match de la saison remporté largement 52 à 15 par son équipe contre le Montpellier HR,.
En début de saison 2024-2025, il affronte son ancien club du Racing 92. Remplaçant Alexandre Fischer, victime d'une commotion cérébrale, il se montre trop indiscipliné contre ses anciens coéquipiers et l'ASM s'incline à l'extérieur. Fin novembre, il participe au large succès de son club 54 à 10 contre le Castres olympique, inscrivant un essai, permettant à son club de s'installer dans le top 6 du Top 14 après trois succès de rang. Une semaine après ce match, il joue en Champions Cup contre le Benetton Trévise mais subit une blessure musculaire. À la mi-janvier, il est rétabli et rejoue contre la Section paloise, contre qui il inscrit un essai mais son club est battu 20 à 14,. En fin de saison, il participe au match de barrage de Top 14 perdu par son club sur la pelouse de l'Aviron bayonnais,. Au total, ayant un rôle de remplaçant, il prend part à dix-neuf rencontres, trois comme titulaire, et inscrit deux essais,.

## Statistiques en club
| Saison             | Club               | Championnat | Championnat | Championnat | Compétitions EPCR | Compétitions EPCR | Compétitions EPCR |
| Saison             | Club               | Compétition | Matchs      | Essais      | Compétition       | Matchs            | Essais            |
| ------------------ | ------------------ | ----------- | ----------- | ----------- | ----------------- | ----------------- | ----------------- |
| 2021-2022          | Racing 92          | Top 14      | 15          | 2           | Coupe d'Europe    | 2                 | -                 |
| 2022-2023          | Racing 92          | Top 14      | 14          | 1           | Champions Cup     | 2                 | -                 |
| 2022-2023          | Racing 92          | Top 14      | 14          | 1           | Challenge Cup     | 1                 | -                 |
| 2023-2024          | Racing 92          | Top 14      | 8           | -           | Champions Cup     | -                 | -                 |
| Total Racing 92    | Total Racing 92    | Top 14      | 37          | 3           | Compétitions EPCR | 5                 | 0                 |
| 2023-2024          | ASM Clermont       | Top 14      | 5           | 1           | Challenge Cup     | -                 | -                 |
| 2024-2025          | ASM Clermont       | Top 14      | 17          | 2           | Champions Cup     | 2                 | -                 |
| Total ASM Clermont | Total ASM Clermont | Top 14      | 22          | 3           | Compétitions EPCR | 2                 | 0                 |

## Palmarès
Néant